# Fontána Neviňátek
Fontána Neviňátek (francouzsky Fontaine des Innocents) je renesanční fontána v Paříži v 1. obvodu na náměstí Place Joachim-du-Bellay. Jedná se o nejstarší dochovanou kašnu v Paříži a je zanesena v seznamu historických památek.

## Historie
Fontána byla postavena v letech 1547-1549 za vlády Jindřicha II. a nahradila mnohem starší kašnu, která zde stála. Jejím autorem je architekt Pierre Lescot (1510-1578) a na sochařské výzdobě se podílel sochař Jean Goujon. Její jméno vzniklo podle kostela svatých Neviňátek, který byl zbořen na konci 18. století. Jelikož kašna stála při zdi kostela, byla vytvořena jen pro tři strany. Po demolici kostela byl tvar kašny upraven a byla doplněna i čtvrtá strana a v roce 1788 ji vyzdobil Augustin Pajou (1730-1809). Také tato strana byla vyzdobena stejně, jako starší stěny. Kolem kašny vzniklo tržiště. V roce 1856 zde bylo založeno náměstí Place des Innocents a kašna byla přemístěna o několik metrů do jeho středu. V roce 1985 došlo k přejmenování náměstí na dnešní název Place Joachim-du-Bellay. Náměstí je součástí pěší zóny.

## Architektura
Fontána má tvar otevřeného čtvercového altánu, který je tvořen čtyřmi arkádami s frontonem a je zakončen kopulí. Každý pilíř je zdoben třemi korintskými pilastry a dvěma sochami najád. Také frontony jsou zdobeny mytologickými výjevy s motivem vody. Tři původní basreliéfy, které zdobily ze tří stran spodní část fontány, byly při jejím přesunu odstraněny a uloženy v Louvru.
Uvnitř pavilonu je bronzový chrlič, ze kterého prýští voda stékající následně po šestistupňových schodištích na všech čtyřech stranách do spodního kruhového bazénu.